# Buchholz (Beelitz)
Buchholz, bis 2001 Buchholz bei Beelitz, davor bis 1998 Buchholz bei Treuenbrietzen, ist ein Ortsteil der Stadt Beelitz im Landkreis Potsdam-Mittelmark in Brandenburg.

## Geografie
Der Ort liegt 30 Kilometer südwestlich der Landeshauptstadt Potsdam an der B 2 zwischen Beelitz und Treuenbrietzen im Naturpark Nuthe-Nieplitz.

## Etymologie und Geschichte
Buchholz wurde erstmals 1326 mit dem Personennamen Nicol de Bucholt urkundlich erwähnt. 1343 fand sich die Bezeichnung In Bucholt und Anfang des 17. Jahrhunderts der Vermerk vor alters Deutschbuchholz genant. Der Zusatz deutsch diente zur Abgrenzung von dem benachbarten Wendisch Buchholz – die heutige Wüstung wurde 1541 als das wendische buchholtz vermerkt. Die Dorfkirche entstand im 18. Jahrhundert.
Bis zur Eingemeindung nach Beelitz am 31. Dezember 2001 war Buchholz bei Beelitz eine eigenständige Gemeinde, die im 19. und 20. Jahrhundert bis zu dessen Auflösung zum Landkreis Zauch-Belzig gehörte.

## Wappen
| Wappen von Buchholz | Blasonierung: „In Rot ein aus dem Schildfuß hervorkommender, an den Seiten anstoßender und oben bis in den Schildhaupt reichender Torbogen aus schwarz-gefugten Ziegelsteinen, mit silberner Toröffnung einen pfahlweise gestellten schwebenden grünen Ast mit beiderseits je drei schräg nach oben gerichteten grünen Buchenblättern umschließend.“ |
| Wappen von Buchholz | Wappenbegründung: Die markante Ziegelarchitektur der Torbögen der ältesten Höfe auf der Dorfstraße ist noch heute gut erhalten und in Brandenburg eine Ausnahme. Die Beschreibung zur Ziegelarchitektur wurde in Büchern bebildert und veröffentlicht. Viele Buchholzer leben seit Generationen auf diesen Höfen. Die Farbe Rot steht für die Zugehörigkeit zu Beelitz, Potsdam-Mittelmark und Brandenburg. Buchholz als grüner Buchenstamm mit Buchenblättern steht selbstredend zentral auf dem Schild. Das Wappen wurde vom Heraldiker Ismet Salahor aus Frankfurt/Main gestaltet und am 21. April 2017 unter der Registratur 53 BR in die Deutsche Ortswappenrolle des HEROLD eingetragen und dokumentiert. Gestiftet wurde es vom Ortsvorstand des Ortsteiles Buchholz und vom Gemeinnützigen Dorfverein Buchholz/Zauche e. V., um es als Symbol der örtlich-lokalen Identität außerhalb von Amtshandlungen zu führen. |

## Sehenswürdigkeit

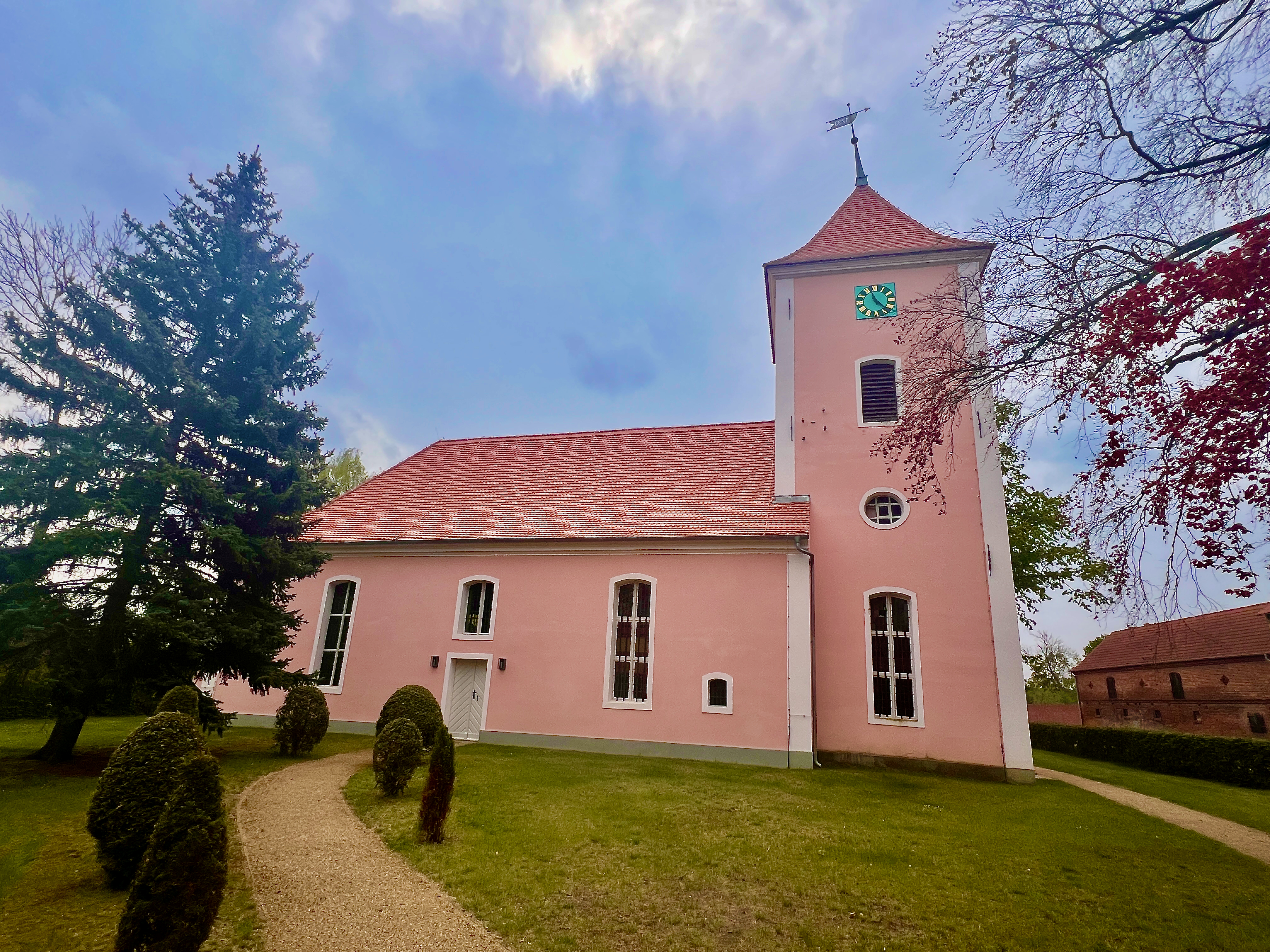
Dorfkirche Buchholz

Die Dorfkirche Buchholz entstand im 18. Jahrhundert und wurde 1882 um einen Chor erweitert. Im Innern des flach gedeckten Sakralbaus steht eine Kanzel aus dem 18. Jahrhundert sowie eine Fünte aus dem Jahr 1794.

## Wirtschaft und Infrastruktur
Unterhalb von Buchholz befindet sich ein Speicher der VNG für Erdgas. Der Aquifer-Speicher hat eine Kapazität von 175 Millionen m³.
Der Haltepunkt Buchholz (Zauche) liegt an der Bahnstrecke Jüterbog–Nauen.

## Veranstaltungen
Zu den jährlich stattfindenden Veranstaltungen gehören die Fastnacht, das Zempern, ein Tanz in den Frühling sowie ein vorweihnachtliches Kirchenkonzert. Unterstützt werden diese Veranstaltungen unter anderem durch ein Jugendblasorchester der Feuerwehr. Jährlich im Mai findet außerdem ein Fest der Blasmusik statt.